# Николай IV Музалон
Патриарх Николай IV Музалон (др.-греч. Πατριάρχης Νικόλαος Δ΄ Μουζάλων; ум. 1152) — византийский церковный деятель, один из наиболее заметных в правление императора Мануила I Комнина. Занимал кафедры архиепископа Кипра (ок. 1100 — ок. 1110) и Патриарха Константинопольского (декабрь 1147 — март/апрель 1151).

## Биография
Николай родился около 1070 года и начал свою карьеру при императоре Алексее I Комнине, назначившем его архиепископом Кипра. Примерно в 1110 году, в связи с грубым вымогательством у сборщиков налогов, он был смещён. Следующие 37 лет он возглавлял столичный монастырь Святых Космы и Дамиана, пока в декабре 1147 Мануил I не предложил ему занять патриарший престол, освободившийся после смещения в феврале того же года патриарха Космы II. Однако 4 года спустя император потребовал от Николая отречься, на основании того, что единожды отрёкшись от епископства, священнослужитель отвергает его навсегда. Одним из немногих, кто встал на защиту Николая IV, был епископ Николай Мефонский. После длившейся несколько дней дискуссии, Николай был вынужден отступить. Сохранились записи его бесед с императором по этому поводу.
Николай Музалон был автором разнообразных произведений. Среди его трудов известен трактат, адресованный Алексею I и посвящённый сошествию Святого Духа, в котором он опровергал концепцию Филиокве. Также он сочинил поэтическую защиту против своего изгнания с Кипра.